# Club Atlètic Palafrugell
El Club Atlètic Palafrugell és un club d'atletisme de Palafrugell (Baix Empordà).
El CA Palafrugell va néixer a finals de 1971 a partir de la inauguració de l'estadi municipal Josep Pla Arbonès l'any 1968 i amb l'arribada a Palafrugell d'Antonio Ruiz, professor d'educació física. El 1978 va ser el club pioner a l'Estat espanyol en l'organització d'una marató: la primera Marató Catalunya. El 1983, quan es va inaugurar el pavelló poliesportiu del municipi, comptava amb les seccions de voleibol i bàsquet, que posteriorment es van independitzar. A finals dels anys 80 el club organitzà conjuntament amb el Patronat Municipal d'Esports el Triatló Internacional Vila de Palafrugell, que va arribar a formar part del circuit europeu el 1991, en la seva cinquena i darrera edició. En ple any olímpic, el 1992, amb l'estadi de material sintètic inaugurat recentment, es va apostar per l'organització d'un Míting Internacional d'Atletisme integrat al circuit Europe Athletisme Promotion, encara vigent.
A finals de l'any 2000 es va crear el projecte atlètic Girona Costa Brava-Club Atlètic Palafrugell, per aglutinar els esforços de diferents nuclis atlètics de les comarques gironines, tot aprofitant l'estructura i els estatuts del Club Atlètic Palafrugell. Cada nucli o club manté la seva identitat però en les competicions a partir de la categoria cadet vesteixen una única samarreta. L'any 2011 va sorgir una nova secció de triatló i el 2013 va fundar-se la secció de natació. L'any 2009 el club va participar en la creació de la Radikal Marbrava i el 2013 en la posada en marxa dels dos primers carrils aquàtics de nedadors d'aigües obertes a l'Estat, un entre les cales del Canadell i de Llafranc, i l'altre des de Tamariu a Aigua Xelida.
La documentació del fons de l'entitat es guardava a l'estadi Josep Pla i Arbonès fins al seu ingrés a l'Arxiu Municipal de Palafrugell.